# Frédéric Durand (raseteur)
Pour les articles homonymes, voir Frédéric Durand et Durand.
Frédéric Durand, né le 26 juillet 1967 à Montpellier, est un raseteur français, quadruple vainqueur de la Cocarde d'or. Il participe pour la première fois au trophée de l'Avenir en 1988. Il a eu pour tourneur Robert Marchand, durant deux ans. Il a fait sa despedida en 2002 et est aujourd'hui entraîneur à l'école taurine de Nîmes. Originaire du Crès, il vit à Lansargues, dont le club taurin porte le nom. Il est considéré comme l'un des plus grands raseteurs de sa génération.

## Palmarès
- Cocarde d'or : 1991[4]
- Corne d'or : 1997, 1998, 1999[5]